# Ikikata no hon
Ikikata no hon (japanisch 生き方の本 ‚Ratgeberliteratur‘, in wörtlicher Übersetzung ‚Bücher der Lebensweise‘) ist die japanische Ratgeberliteratur; diese lässt sich als Teil einer modernen Selbsthilfe- und Selbstoptimierungsliteratur sehen, wie sie in vielen Ländern im 19. Jahrhundert entstand und die ihre vormodernen Vorgänger in den Schriften zur Etikette hatte.

## Bandbreite und Thematik der japanischen Ratgeberliteratur
Gegenwärtig publizierte Ratgeber umfassen generell das Thema der Selbstoptimierung bzw. „Selbstentwicklung“ (jap. jiko keihatsu, 自己啓発) und beruhen auf simplifizierten psychologischen Konzepten, vor allem aus der positiven Psychologie und der Bindungspsychologie. Häufig angesprochen werden zwischenmenschliche Beziehungen (jap. ningen kankei; Liebe, Arbeitsplatz, Nachbarschaft), aber auch medizinisch-therapeutische Fragen und Hinweise zu Lebensführung, Sinnstiftung und Glücksfindung im Allgemeinen. Nicht selten greifen Ratgeber auf dem Genre angepasste „spirituelle“ bzw. ethnoreligöse Kernbotschaften (z. B. Huna, Neoschamanismus, Zen) oder auf populärwissenschaftlich adaptierte naturwissenschaftliche Erkenntnisse und Theorien zurück.
Darüber hinaus kann man ebenso literarischen Beiträgen und autobiographischen Schriften, die sich als Lebensbewältigungsliteratur mit der Meisterung persönlicher Krisen befassen, eine enge Verbindung zum Ratgeber attestieren. Ikikata no hon kamen Ende der 1990er Jahre vor dem Hintergrund der damaligen wirtschaftlichen Krise in Japan und der angespannten Atmosphäre eines fin de siècle, d. h. vor der Jahrtausendwende (jap. seikimatsu), zu einiger Popularität. Sie sollten Niedergeschlagenheit angesichts der Krisenstimmung sowie eigener Schwächen und Defizite mildern, Mut machen und vermitteln, dass es wichtig ist, sich selbst zu akzeptieren, gerade in Zeiten verstärkter psychosozialer Belastungen. Zugleich setzten sie den Trend zur „Selbstsuche“ (jibun sagashi) fort, der als Facette der japanischen „Spirituellen Welt“ (seishin sekai) / der japanischen Esoterikströmung ab den 1980er Jahren Eingang in die Debatte um zeitgemäße Möglichkeiten der Selbstverwirklichung fand. Ebenso echoen sie das Moment der „Heilung“ (iyashi) aus dem Umfeld des japanischen New Age, wobei sich dieses vor allem nach dem AUM-Schock 1995 aus dem semi-religiösen Kontext löst, um über den iyashi-Konsumtrend kurz vor der Jahrtausendwende zu eher unverbindlicheren Konzepten wie Wellness und Achtsamkeit vor dem Hintergrund eines zeitgemäß formatierten holistisch-nachhaltigen Lebensstils, der für das 21. Jahrhundert charakteristisch ist, weitergeführt zu werden.

## Ratgeber und Texte mit Ratgeber-Gehalt
Frühe Schriften, die eine Handreichung zur Bewältigung von Lebenskrisen geben wollen, sind etwa Gotai Fumanzoku (1998; „Unzufrieden mit dem Körper“ /五体不満足), Hirotada Ototakes Ende Oktober 1998 erschienene autobiographische Darstellung von seinem Leben als Schwerbehinderter und Mitsuyo Ôhiras im Februar 2000 publizierte Autobiographie Dakara, anata mo ikinuite (だから、あなたも生き抜いて). Beide Publikationen sollen die Rezipienten „munter und zuversichtlich stimmen“ (genki wo kureru). Ôhiras Deshalb lebe auch du weiter handelt vom Leidensweg eines Mädchens, das in seiner Schulzeit dem Mobbing (ijime) durch Klassenkameraden ausgesetzt war und dadurch auf die sogenannte schiefe Bahn geriet. Ototakes Band verkaufte sich kurz nach dem Erscheinen in fünf Millionen Exemplaren und wurde zum Mega-Bestseller.
Weltweite Bestseller wurden ebenfalls die ersten drei Aufräum-Ratgeber von Marie Kondô, die dem Times Magazin nach zu den hundert einflussreichsten Personen der Welt gehört; sie erschienen im japanischen Original 2011, 2012 und 2014 bei Sunmark Publications. Die Bücher erreichten den globalen Markt übersetzt in 27 Sprachen, die Verkaufszahl betrug über 7 Millionen Exemplare. Den Erfolgsband Magic Cleaning publizierte Rowohlt 2013 unter dem Titel Magic Cleaning: Wie richtiges Aufräumen ihr Leben verändert.
Ein weiteres erfolgreiches japanisches Ratgeber-Werk ist der philosophische Dialog Du musst nicht von allen gemocht werden. Vom Mut, sich nicht zu verbiegen von Ichirô Kishimi und Koga Fumitake. Der im Original unter dem Titel Kirawareru yûki(嫌われる勇気) erschienene, zunächst für den japanischen Markt bestimmte Band wurde 2013 bei Daiyamondosha, einem Verlag für „spirituelle“ Lektüren, veröffentlicht und in über einer Million Exemplaren verkauft.
Bekannte Ratgeber sind zudem etwa Nijûisseiki no ikikata wo kangaeru (Überlegungen zur Lebensführung im 21. Jahrhundert, 1998) und Honmono no ikikata. Jishin, tsunami, hoshanô no toripuru pinchi mo korede norikoeyo (Eine wahrhaftige Lebensweise. Mit ihr überwinden wir den Dreifachschlag Erdbeben, Tsunami und radioaktive Strahlung, 2011) von Yukio Funai 船井幸雄 (1933–2014), seines Zeichens Unternehmensberater, Unternehmer und Verfasser von „spirituellen“ Ratgeberschriften im Umfeld der neureligiösen Szene Japans, der „spirituellen Welt“ / seishin sekai, (u. a. zu Themen wie Karma, kosmisches Bewusstsein, Willensrevolution = ishiki kakumei, eschatologisches Bewusstsein und Endzeitdiskurs). Aus der gleichen Generation wie Funai Yukio stammt der Unternehmer Inamori Kazuo, Firmenchef von Kyocera, der zahlreiche Bände zu Charakterbildung und planvoller Lebensführung aus der Sicht des erfolgreichen Geschäftsmannes verfasste, z. B. Ikikata. Ningen to shite ichiban taisetsu na koto (2004), weltweit in fast einer halben Million Exemplaren verkauft.

## Neuere Ratgeber
Neuere „spirituelle“ Ratgeber wurden z.. B. von Ehara Noriyuki (* 1964), einem Heiler, Spiritualisten und Medium, dessen Unternehmungen bzw. Angebot man mit dem Label „Pop-Spiritualität“ versieht, geschrieben. Beispielhaft für seine Schriften sei Hito wa naze umare, ika ni ikiru no ka (2016; Warum die Menschen geboren werden und wie sie leben sollen) genannt.
Neuere autobiographische Literatur zum Thema Aufbau von Selbstbewusstsein und Zuversicht stammt ebenfalls von Kôdô Nishimura 西村宏堂 (* 1989), einem buddhistischen Priester, der offen zu seiner sexuellen Identität steht. Mit dem Band Der Mönch in High Heels. Du darfst sein, wer du bist (dt. 2022), die ein Ratgeber für Selbstakzeptanz und Outing sein will, setzt er sich für die Akzeptanz der LGBTQ-Gemeinde in Japan ein. Nishimuras Bekanntheitsgrad stieg vor allem durch den „Next Generation Leaders“-Titel des Times Magazine 2021. Die englische Version seines Buchs Seisei dodo (Frei und selbstbewusst; Sunmark Publishing) erschien unter dem Titel This Monk Wears Heels im Februar 2022.
Ratgeberliteratur zeigt sich in Japan in der Mehrheit jedoch als eher konservativ ausgerichtet und echot mit bestimmten narrativen Formen und Strategien meist gesellschaftliche und moralische Normen, subsumiert im Begriff seikatsu shidô (Anleitung zur Lebensführung), die in Politik und Medien (übrigens auch im Strafvollzug) gerne als Orientierung für den guten Staatsbürger (kokumin) dargestellt werden, was man als umfassende normative Beeinflussung verstehen kann. Insofern erfüllen Ratgeber-Publikationen potentiell auch systemstabilisierende Aufgaben, wenn sie nicht vorrangig Coaching im Sinne der Selbstoptimierung sein wollen.